# Kilifi (hrabstwo)
Kilifi – hrabstwo w Kenii. Jego stolicą jest Kilifi, a największym miastem Malindi. Hrabstwo liczy w 2019 roku 1,45 mln mieszkańców, w większości ludu Mijikenda. Powstało w 2010 roku w wyniku połączenia dystryktów Kilifi i Malindi. Ważny ośrodek turystyczny i rybołówstwa w Kenii. 
Kilifi graniczy z rzeką Tana na północy, hrabstwami Taita-Taveta na zachodzie, Mombasą i Kwale na południu, oraz Oceanem Indyjskim na wschodzie.

## Rolnictwo
Ponad połowa gruntów w Kilifi jest uprawna. Kukurydza i maniok to główne uprawy na własne potrzeby. Główne uprawy pieniężne uprawiane w hrabstwie to orzechy kokosowe, orzechy nerkowca, sizal i owoce cytrusowe, takie jak mango i ananasy.

## Religia
Struktura religijna w 2019 roku wg Spisu Powszechnego:
- protestantyzm – 48,3%
- islam – 17,6%
- brak religii – 10,2%
- inni chrześcijanie – 9,1%
- katolicyzm – 6,6%
- niezależne kościoły afrykańskie – 3,8%
- tradycyjne religie plemienne – 2,3%
- inne religie – 2,1%.

## Galeria

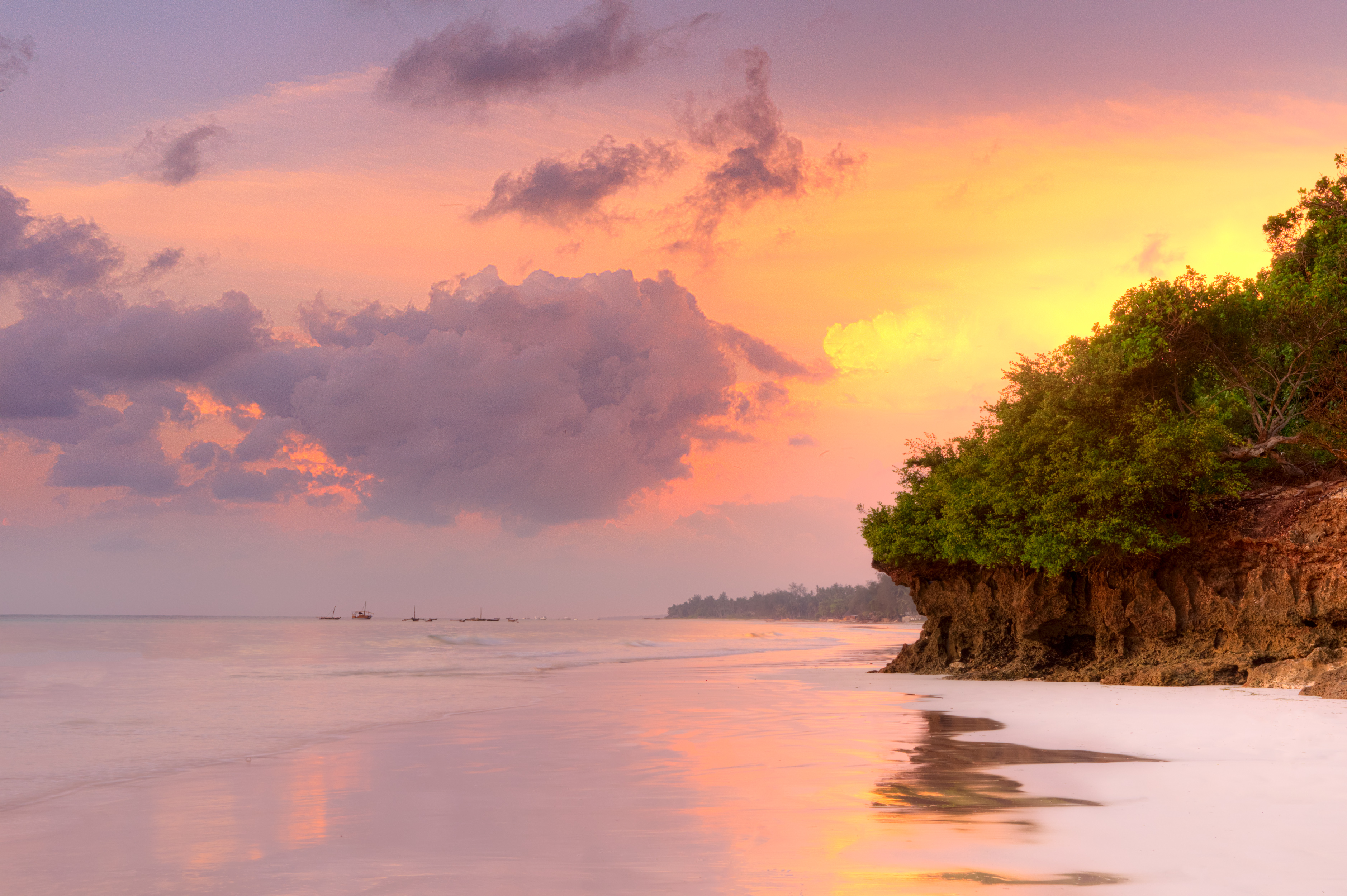
Wschód słońca nad plażą Diani.
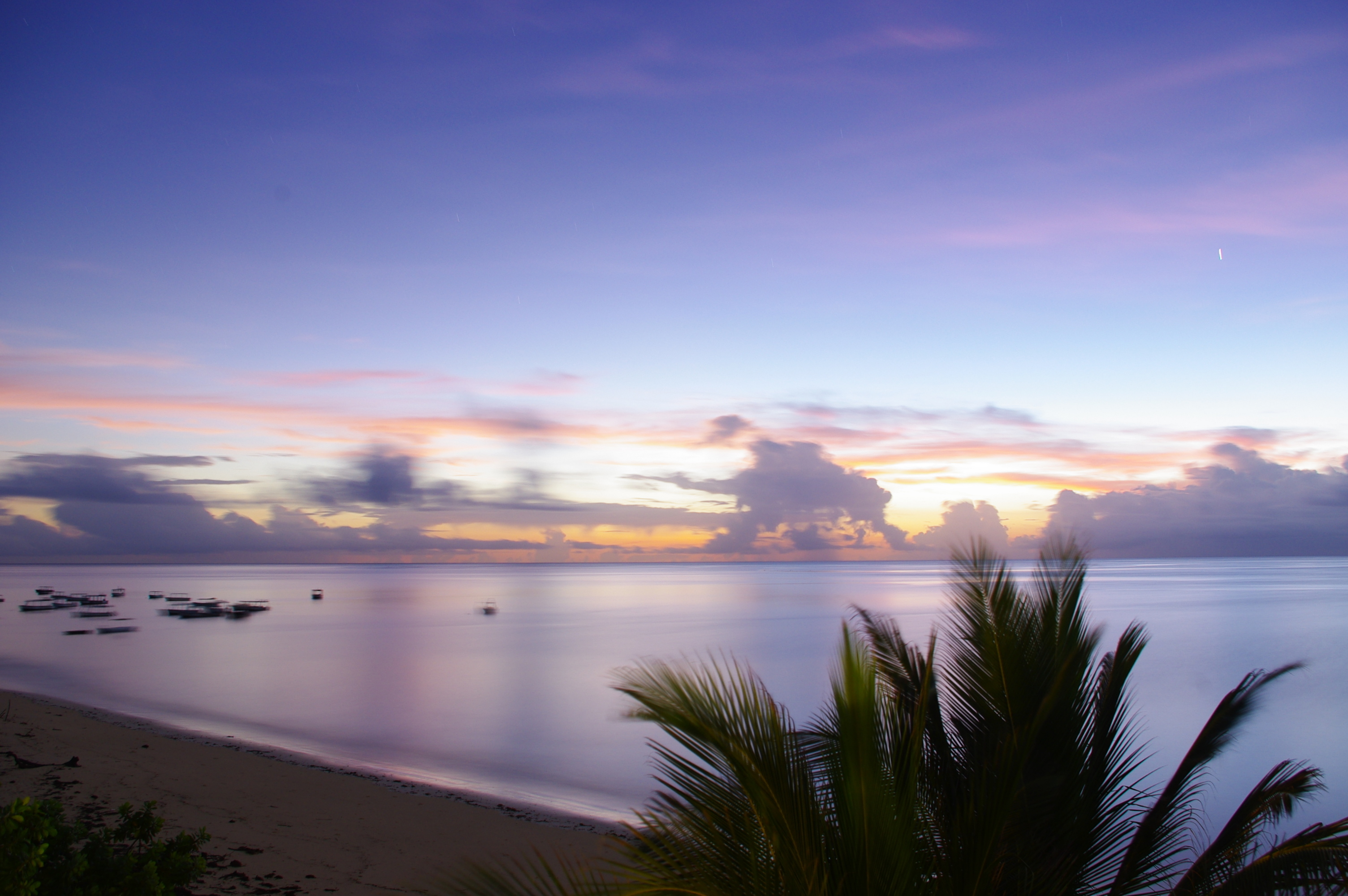
Słońce wschodzi nad Oceanem Indyjskim w Malindi.
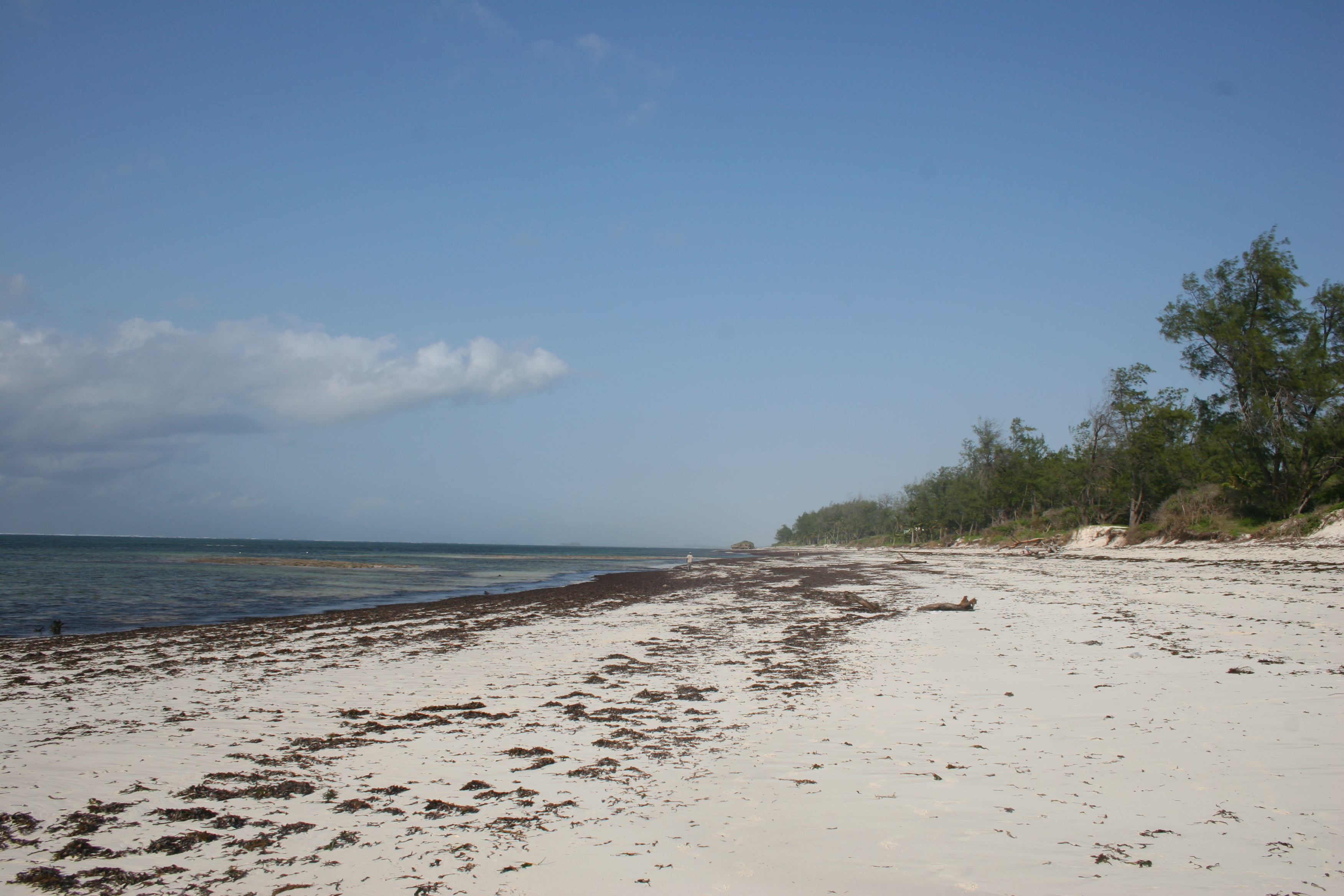
Plaża w Watamu.
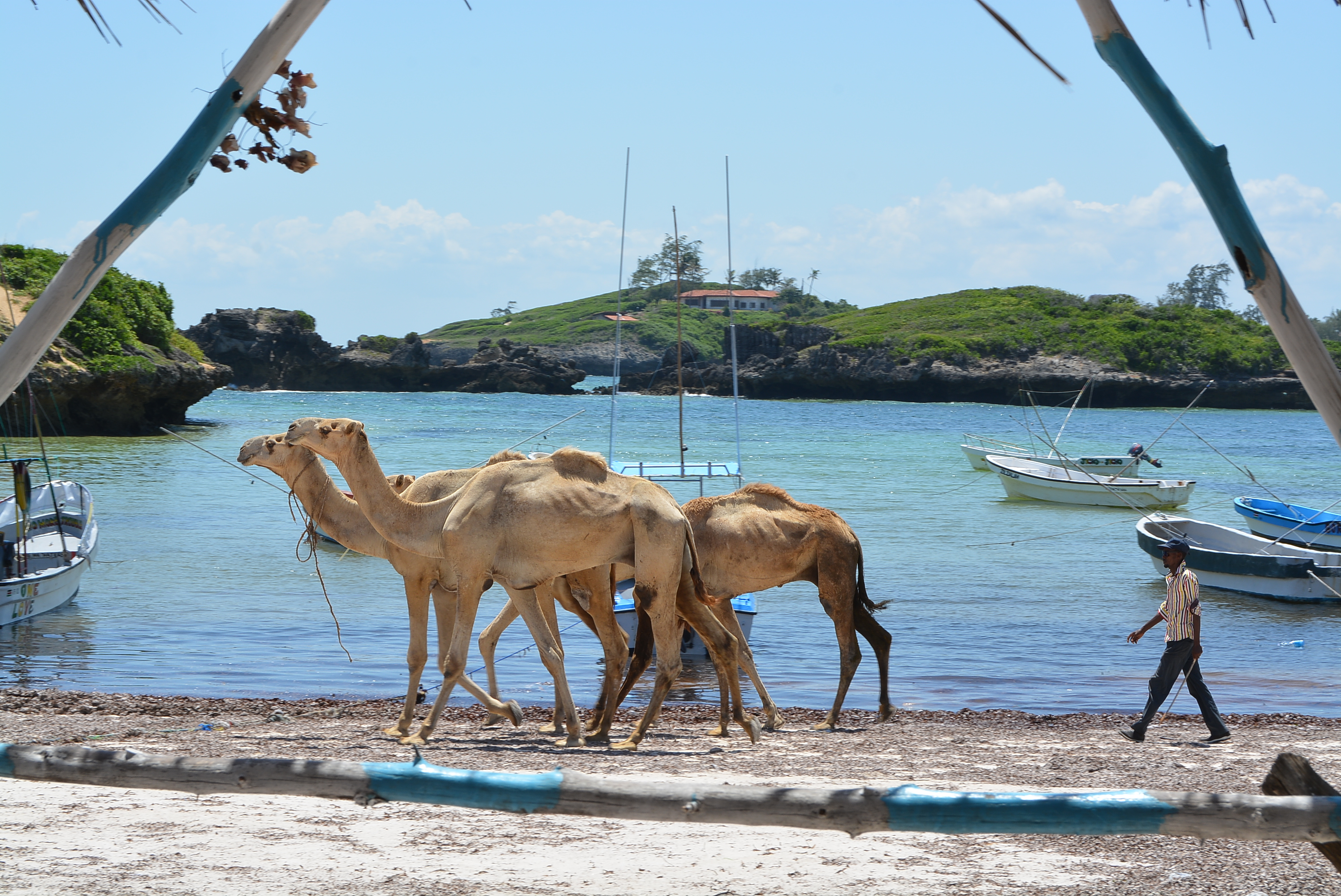
Wielbłądy kroczące po plaży w Watamu.